# Novoukraïnskoie
Novoukraïnskoie - Новоукраинское (rus) - és un poble, del krai de Krasnodar, a Rússia. Es troba a la vora esquerra del riu Kuban en la seva confluència amb el Samóilova Balka, a 13 km a l'oest de Gulkévitxi i a 126 km a l'est de Krasnodar, la capital.
Pertany a aquest municipi el khútor de Samóilov.